# 신의재
신의재(愼宜宰, 1997년 12월 3일 ~ )는 6살 때부터 피아노를 배우기 시작하여 2006년에는 영화 <호로비츠를 위하여> 및 방송 출연을 하였고 2006년부터 2007년까지 일본과 한국에서 피아노 공연을 하기도 했다. 그 후 활동을 중단하고 학업에 열중하다가 2010년에 다시한 번 피아노 공연을 하기도 했다. 신의재는 2006년에 영화 <호로비츠를 위하여>로 데뷔하였는데, <호로비츠를 위하여>의 권형진감독은 2년간 피아노에 소질이 있고영화에 적합한 아이를 찾다가 신의재를 단 한번 보고 캐스팅 하다였 한다.

## 수상경력
- 2004년 피아노스타 피아노 콩쿠르 대상
- 2005년 처인 전국 콩쿨대회 대상
- 2009년 제12회 한국쇼팽콩쿠르 주니어부 초등부 3위
- 2009년 제14회 음악춘추콩쿠르 초등학교 6학년부 1위

## 연혁
- 2006년 영화'호로비츠를 위하여' 주연 출연
- 2006년 예술의 전당 콘서트홀 "론브랜튼" 초청공연
- 2007년 DS홀 "콰르텟X" 초청공연
- 2007년 일본 마루노우치 공연
- 2007년 고양아람누리 새라새극장 "콰르텟X"와 협연
- 2010년 안산문화예술의전당 공연
- 2012년 순천대 자선 공연